# Falakro
Der Falakro (griechisch Φαλακρό, früher: Bos Dag (Μποζ Νταγ, γκρι βουνό, türk. = Grauer Berg)) ist ein Berg im Regionalbezirk Drama in der griechischen Region Ostmakedonien und Thrakien. Sein höchster Gipfel, der Profitis Elias steigt auf 2232 m über dem Meer an. Es ist der höchste Berg der Region und ist im Westen verbunden mit dem Orvilos. Im Osten fällt er ab zum Tal des Nestos, von wo aus sich die westlichen Rhodopen anschließen. Die Gipfel des Berges sind unter dem Namen Koryfes Orous Falakro (Κορυφές Όρους Φαλακρό) als Natura 2000 Schutzgebiet ausgewiesen.

## Wintersport
Auf dem Falakro befindet sich das nördlichste Wintersportzentrum Griechenlands bei dem Ort Volakas (Βώλακας). Der maximale Höhenunterschied der Pisten beträgt 617 m.

## Unfall
In der Nacht vom 20./21. August 2022, bei einem Rennen von Pyrgi, Prosotsanni, starb ein Läufer und ein weiterer wurde bei einem Langstreckenrennen zu dem Berg durch einen Blitzschlag schwer verletzt. Das Rennen wurde vom Bergsteigerverein Nevrokopi organisiert. Es begann am Samstag um 19:00 Uhr in Pyrgi in Prosotsani, das am Fuße des Berges liegt. Am Sechs-Gipfel-Nachtrennen nahmen 55 Läufer aus Griechenland teil, die innerhalb von zwölf Stunden 36,7 km durch die sechs höchsten Gipfel des Berges zurücklegen und an der Skizentrumshütte enden mussten.  Das Wetter war günstig, als sie aufbrachen, aber es änderte sich während des Rennens schlagartig zu sintflutartigen Regenfällen und Blitzen.